# Pseudorlaya
- Commons
- Wikispecies

Pseudorlaya é um género botânico pertencente à família Apiaceae.